# Hidden Fear
Hidden Fear (bra: Temor Oculto) é um filme noir estadunidense de 1957, dirigido por Andre DeToth e estrelado por John Payne. Foi a primeira co-produção mutuamente financiada pelos Estados Unidos e a Dinamarca. O filme foi lançado mundialmente pela United Artists.

## Enredo
Mike Brent é um detetive da polícia americana. Quando sua irmã é presa sob a acusação de assassinato na Dinamarca, ele corre para provar sua inocência.

## Elenco
- John Payne como Mike Brent
- Alexander Knox como Hartman
- Conrad Nagel como Arthur Miller
- Natalie Norwick como Susan Brent
- Anne Neyland como Virginia Kelly
- Kjeld Jacobsen como Tenente Egon Knudsen
- Paul Erling como Gibbs
- Marianne Schleiss como Helga Hartman
- Mogens Brandt como Lund
- Knud Rex como Jacobsen
- Elsie Albiin como Inga
- Buster Larsen como Hans Ericksen
- Preben Mahrt como detetive dinamarquês
- Kjeld Petersen como Jensen